# Psaliodes exilis
Psaliodes exilis är en fjärilsart som beskrevs av W. Warren 1907. Psaliodes exilis ingår i släktet Psaliodes och familjen mätare. Inga underarter finns listade i Catalogue of Life.